# Glicoproteina mielinica oligodendrocitaria
La glicoproteina mielinica oligodendrocitaria o MOG (dall'inglese myelin oligodendrocyte glycoprotein) è una glicoproteina ritenuta importante per la mielinizzazione dei nervi del sistema nervoso centrale. Negli umani questa proteina è codificata dal gene MOG.